# П'єр де ла Раме
П'єр де ла Раме, також Петрус Рамус (фр. Pierre de la Ramée; нар. 1515, Кютс поблизу Суассона – пом. 24 серпня 1572, Париж) — французький філософ і гуманіст.

## Біографія

### Походження та освіта
Раме походив зі скромного середовища; його батько був селянином. У віці восьми років він утік зі свого рідного села в Пікардії до Парижа, де у віці дванадцяти років став працювати слугою заможного учня в Наваррському колежі. Забезпечивши собі прожиток, у 1527 році він записався до академії в Парижі і відвідував заняття з усією можливою старанністю, вдень служачи своєму господареві, а вночі навчаючись з таким завзяттям, що ледь висипав дві-три години на добу. Після служби піхотинцем йому випала нагода навчатися в Парижі. У 1536 році він закінчив факультет мистецтв зі ступенем магістра. За його власними словами, саме в цей час він розвинув свою критику університетської схоластики.

### Викладання
З 1551 року він викладав у Колеж де Франс і 1562 року перейшов до кальвінізму. В результаті йому довелося тимчасово призупинити свою викладацьку кар'єру, але він зміг відновити її 1563 року після закінчення Першої гугенотської війни (Амбуазський едикт). Далі він обіймав різні посади в Німеччині та Швейцарії. Зокрема Фрідріх III курфюрст Пфальцу намагався забезпечити йому посаду професора в Гейдельберзькому університеті, але протекція не спрацювала через опір професорів. У 1570 році він нарешті зміг повернутися на свою кафедру в Паризькому університеті.

### Філософія та вплив
Його «Діалектика» (1555) вважається першою філософською книгою французькою мовою. Раме був противником арістотелівсько-схоластичної філософії; назва його магістерської дисертації 1536 року нібито була (за Йоганном Фрейгіусом): " Quecumque ab Aristotele dicta essent, commentita esse " («Що б не сказав Арістотель, все це буде брехнею»). Натомість Раме розробив нову, неарістотелівську логіку. У своїх «Інституціях діалектики» (Institutiones dialecticae) він замінив арістотелівський силогізм системою дихотомій (пор. Рамізм) у традиціях пізньосередньовічного логіка Рудольфа Агріколи (1444—1485).

### Смерть
Раме вбили під час Варфоломіївської ночі 1572 року, а його тіло втопили в Сені. Тож для його послідовників він став мучеником.

## Твори

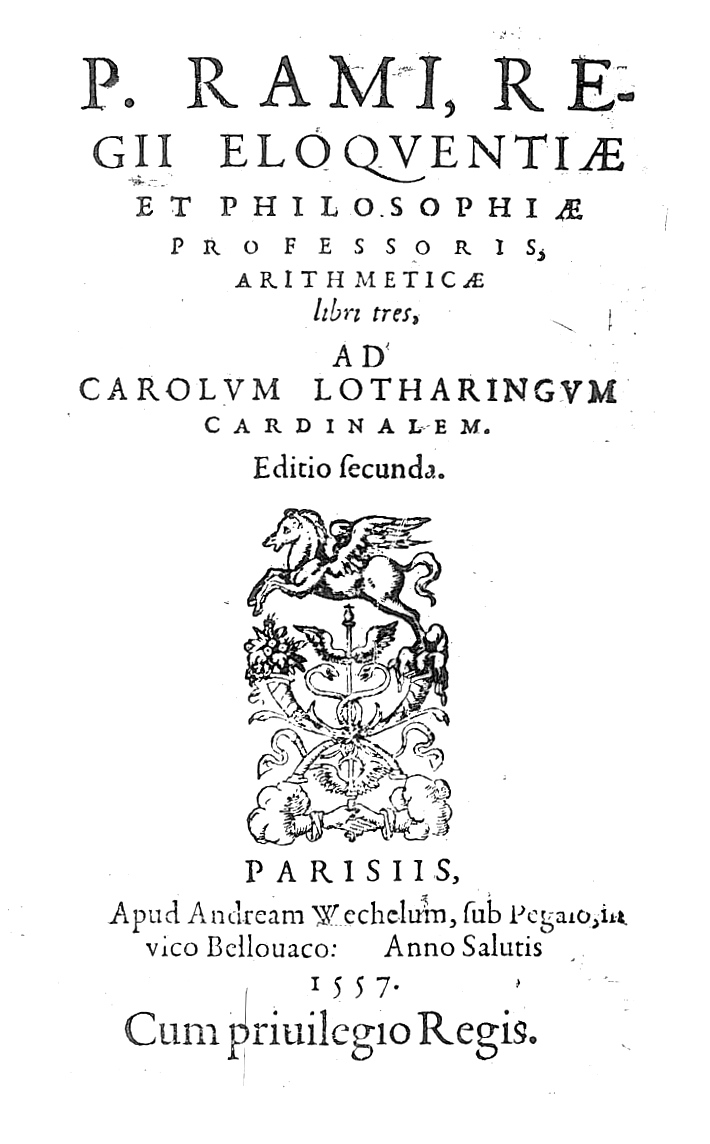
Arithmeticae libri tres, 1557

- 1543: Dialecticae institutiones, Paris (1553: друге видання як Institutionum dialecticarum libri III)
- 1543: Dialecticae partiones
- 1543: Aristotelicae animadversiones
- 1549: Rhetoricae distinctiones
- 1549: Anti-Quintilian
- 1555: Dialectique (видання французькою; лат. переклад 1556: Dialecticae libri II)
- 1555: Arithmeticae libri III, Paris
- 1559: Scholae grammaticae libri II, Paris (оцифровано)
- 1559: Liber de Caesaris militia ad Carolum Lotharingium Cardinalem
- 1561: Avertissement sur la réformation de l'université de Paris au Roi
- 1562: Gramere (1572 нове видання як Gramaire)
- 1565: Scholarum physicarum libri VIII in totidem acroamaticos libros Aristotelis (оцифровано)
- 1566: Scholarum metaphysicarum libri XIV, Paris (оцифровано
- 1569: Scholae in liberales artes, Basel (оцифровано)
- 1571: Defensio pro Aristotele adversus Jac. Schecium, Lausanne (оцифровано)
- 1577: Commentariorum de Religione Christiana libri IV, Frankfurt (оцифровано)

## Рецепція
Після смерті Раме його праці опублікував Йоганн Томас Фрай (латинізоване ім'я Freigius або Frigius ; 1543—1583), який вважав себе законним спадкоємцем філософа.
Одним з учнів Раме був адвокат і контрреформатор з Бордо Флорімон де Ремон.
Через нищівну критику Френсіса Бекона (у «Novum Organum», 1620) кількість послідовників логічної концепції Раме зменшилася. Навіть сучасні історики логіки, такі як Карл фон Прантль, критично ставляться до логічної компетентності та новаторства автора. Однак Раме справив глибокий вплив на англійський та американський пуританізм армініанського типу, і його вплив на світ думки кінця XVI століття часто недооцінюють.
Французький письменник Роберт Мерль описує вбивство філософа у своєму романі «Добре місто Париж».

## Видання й переклади
- Aristotelicae Animadversiones — Dialecticae institutiones, Paris 1543 (Передрук з передмовою W. Risse. Frommann-Holzboog, Stuttgart-Bad Cannstatt 1964).
- Peter Ramus's Attack on Cicero: Text and Translation of Ramus's Brutinae Quaestiones, hrsg. von James J. Murphy, übers. von Carole Newlands, Hermagoras Press, Davis CA 1992.
- La Dialectique (1555), вид. M. Dassonville, Geneva (Travaux d'humanisme et renaissance 67) 1964.
- La Dialectique (1555), вид. N. Bruyère, Vrin, Paris 1992
- Hans Günter Zekl (перекладач): Petrus Ramus: Dialektik. 1572. Mit Begleittexten. Königshausen & Neumann, Würzburg 2011, ISBN 978-3-8260-4513-4
- Quod sit unica doctrinae instituendae methodus, englische Übersetzung in: Renaissance Philosophy, вид. L. A. Kennedy, The Hague / Paris 1973, S. 108—155.
- Arguments in Rhetoric against Quintilian: Translation and Text of Peter Ramus's Rhetoricae distinctiones in Quintilianum (1549), перекад Carole Newlands; передмова J. J. Murphy, DeKalb, IL 1986.
- Scholae in liberales artes, Basel 1569, перерук з передмовою W. J. Ong, G. Olms, Hildesheim/New York 1970.
- Sebastian Lalla (Hrsg.): Petrus Ramus: Dialecticae libri duo. Frommann-Holzboog, Stuttgart-Bad Cannstatt 2011, ISBN 978-3-7728-2373-2 (лат. текст і німецький переклад)
- Colette Demaizière (Hrsg.): Grammaire (1572). Genf/Paris 2001